# (10108) Tomlinson
(10108) Tomlinson est un astéroïde de la ceinture principale.

## Description
(10108) Tomlinson est un astéroïde de la ceinture principale. Il fut découvert le 26 avril 1992 à l'Observatoire Palomar par Carolyn S. Shoemaker et Eugene M. Shoemaker. Il présente une orbite caractérisée par un demi-grand axe de 2,40 UA, une excentricité de 0,15 et une inclinaison de 26,0° par rapport à l'écliptique.

## Compléments